# Arthroleptis pyrrhoscelis
Espèce
Synonymes
- Schoutedenella pyrrhoscelis Laurent, 1952

Statut de conservation UICN

 LC  : Préoccupation mineure
Arthroleptis pyrrhoscelis est une espèce d'amphibiens de la famille des Arthroleptidae.

## Répartition
Cette espèce est présente en RD Congo et au Burundi. Elle se rencontre de 1 000 à 2 160 m d'altitude dans les monts Itombwe et Kabobo au Sud-Kivu.

## Publication originale
- Laurent, 1952 : Reptiles et batraciens nouveaux du massif du mont Kabobo et du plateau des Marungu. Revue de Zoologie et de Botanique Africaines, vol. 46, p. 18-34.